# Ионинанс, Антанас Игнатович
Ионинанс Антанас Игнатович (лит. Antanas Ioninansas) (14 декабря 1923, Алитус, Литва — ????) — советский и литовский писатель, поэт и сценарист, Член Союза писателей СССР (1949—????).

## Биография
Родился 14 декабря 1923 года в Алитусе. Литературной деятельностью начал заниматься с 1937 года. В 1938 году поступил в Каунасскую учредительную гимназию, которую он окончил в 1944 году, но с перерывами (в связи с началом ВОВ он был мобилизован в армию). В 1944 году устроился на работу в Общество слепых Литовской ССР, где он заведовал центральным правлением вплоть до 1951 года. С 1954 года заведовал отделом литературы и критики в газете Литература и искусство. Дальнейшая судьба неизвестна.

## Фильмография

### Сценарист
- 1961 — Чужие

## Награды
- Орден Ленина (1950).
- Орден Трудового Красного Знамени (28.10.1967) — за заслуги в развитии советской литературы и активное участие в коммунистическом воспитании трудящихся[1].
- Медаль «За доблестный труд в Великой Отечественной войне 1941—1945 гг.».